# Baseball et médias

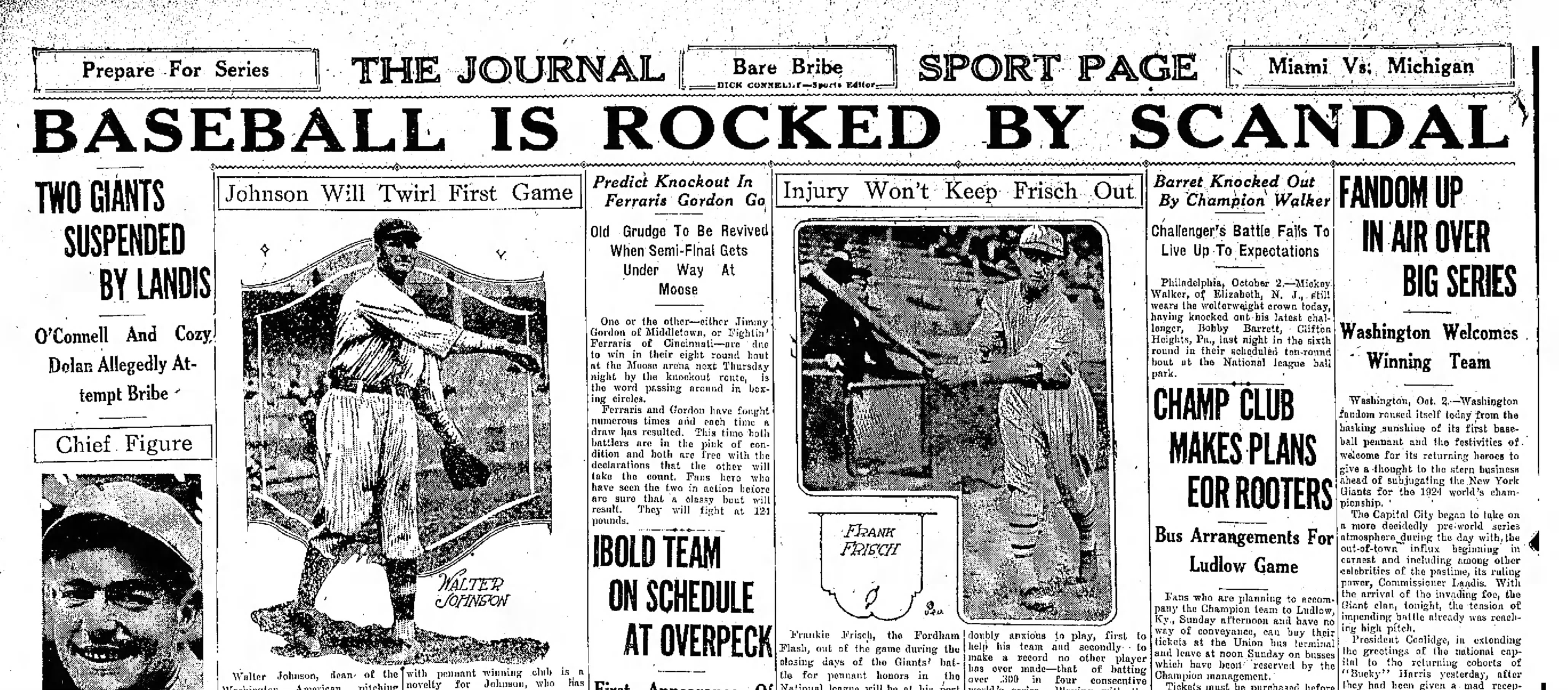
Baseball dans la page des sports d'un journal de l'Ohio.

Le baseball ayant le statut de sport important en Amérique du Nord, au Japon et en Corée du Sud, il entraîne un traitement médiatique fourni.

## Presse écrite
Le baseball fut le premier sport à bénéficier aux États-Unis d'un support médiatique important. Dès 1853, le quotidien new-yorkais Mercury propose un compte-rendu de match suivant les règles modernes du journalisme sportif. Depuis 1886, le Sporting News est qualifié de « Bible du baseball ». En 1889, Albert Spalding lance son Baseball Guide, qui fut très efficace pour populariser les exploits des champions. 
De nos jours, il existe plusieurs dizaines de publications traitant exclusivement de baseball. Citons Baseball Digest, créé en 1942, et Baseball America (1991), les plus fameuses d'entre elles. En parallèle, le baseball dispose d'importants espaces dans la presse généraliste, du New York Times au Washington Post en passant par USA Today aux États-Unis. Idem au Japon, en Corée du Sud ou en Amérique centrale.
Les principaux magazines omnisports américains, Sports Illustrated au premier chef, suivent de très près les évolutions du baseball. Entre 1954 et 2003, l'équipe ayant fait le plus souvent la couverture de Sports Illustrated sont les New York Yankees (61 fois) juste devant les basketteurs des Los Angeles Lakers (60). Sur la même période, le baseball a fait la couverture 510 fois contre 519 au football américain professionnel et 302 au basket-ball professionnel.

## Radio

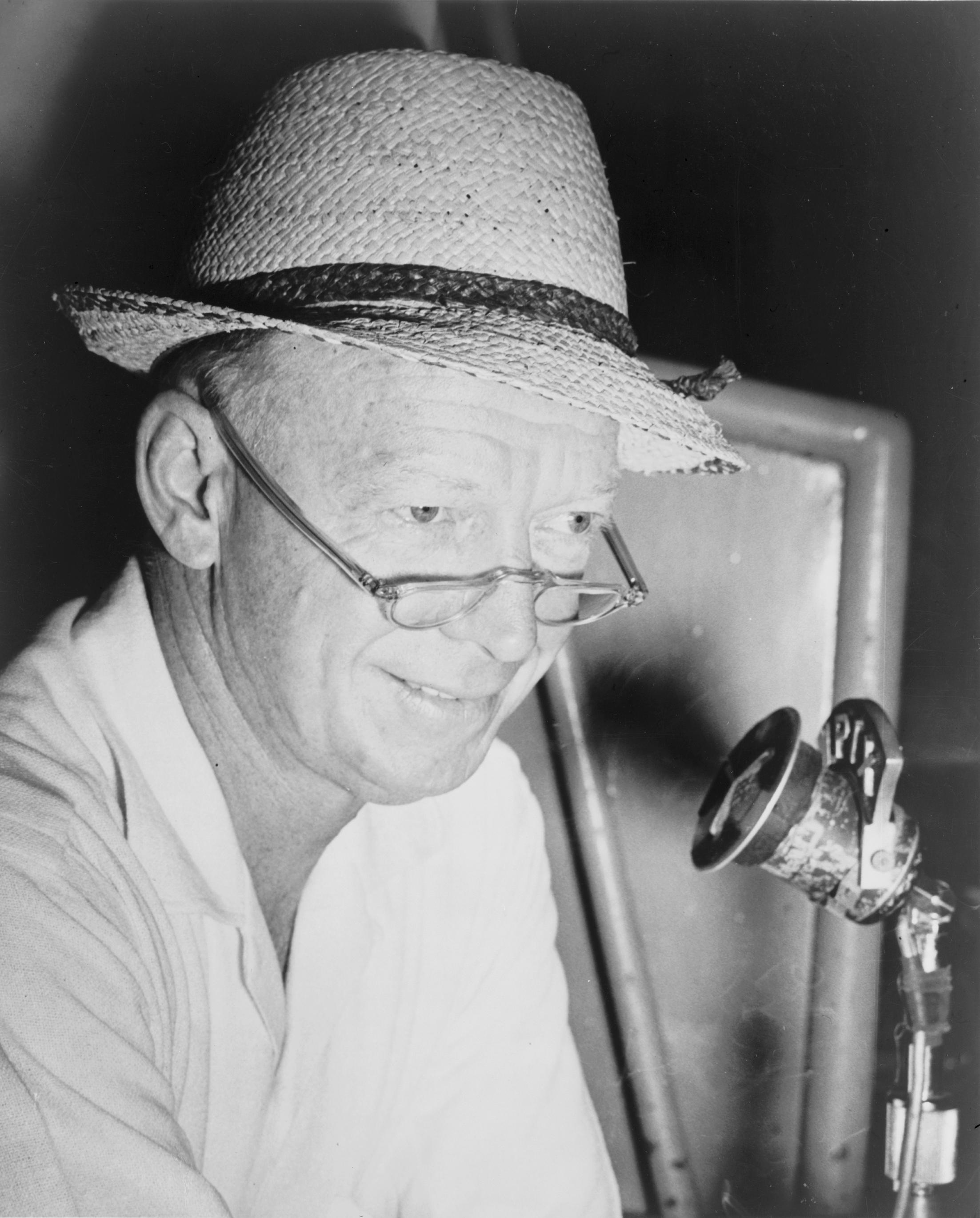
Red Barber

La radio émerge dans les années 1920. Le premier match est diffusé en 1921 et en 1926, pas moins de 26 stations transmettent en direct les World Series. Graham McNamee fut le plus fameux journaliste sportif américain officiant à la radio pendant l'entre-deux-guerres. Red Barber, Mel Allen puis Vin Scully prennent ensuite le relais.
Devant le conflit généré par la baisse des affluences à la suite de ses premières retransmissions en direct, Ban Johnson interdit la retransmission des rencontres de Ligue américaine en 1926. Le succès populaire enregistré lors de la retransmission radio des World Series 1926, Ban Johnson permet aux franchises d'autoriser, ou pas, les radios d'opérer dans leurs stades. Entre 1925 et 1931, les Cubs qui jouent la carte de la radio augmentent leurs affluences de 117 % tandis que le franchises refusant les retransmissions ne progressent que de 27 % en moyenne. La radio permet en effet de conquérir un nouveau public, féminin notamment. Le Dépression change la donne avec une chute des affluences provoquant de nouvelles tensions entre les radios et les franchises. En 1929 les Reds de Cincinnati inaugure une nouvelle formule en signant un contrat de diffusions régulières de tous ses matches à domicile. En 1934, les franchises de Chicago, Boston et Cincinnati bénéficient de ce type de contrat ; l'année suivante, treize des seize franchises de ligue majeure sont concernées. En 1938, les trois franchises new-yorkaises (Giants, Dodgers et Yankees) acceptent enfin la couverture quotidienne de leurs matchs en échange de solides droits de diffusion financés par le sponsor General Mills,.
En 1965, 100 stations de radio diffusent les matches des Cardinals de Saint-Louis. Le chiffre monte à 135 sur onze états au milieu des années 1990 tandis que la moyenne s'établit alors à 35 par franchise. Les Braves d'Atlanta comptent plus de 200 stations sous contrat dans huit états.

## Télévision
la première retransmission d'un match de baseball (un match universitaire entre Princeton et Columbia) est proposée par la télévision américaine le 17 mai 1939. Le premier match de MLB est diffusé le 26 août de la même année. Red Barber assure le commentaire de cette première opposant les Brooklyn Dodgers et les Cincinnati Reds.
En 1948, les Boston Braves vendent les droits télé pour leurs matches à domicile pour les deux saisons suivantes. Les affluences au stade chutent de 81 % ; les Braves ne renouvellent pas l'expérience. L'équilibre entre télévision et affluence au stade est alors recherché. 
Depuis 2006, la MLB diffuse en direct via son site internet l'intégralité des plus de 2400 matches que comprend une saison complète : MLB.TV. 
En Europe, la chaîne de télévision NASN diffuse en moyenne un match en direct chaque jour tout au long de la saison de la MLB et les College World Series. La France profite de ces diffusions via le bouquet Canal Sat depuis l'automne 2006. Avant cette date, le baseball est totalement absent des écrans. Canal+ diffusa un Match des étoiles au début des années 1990, mais ne renouvela pas l'expérience. Les Jeux olympiques donnèrent également lieu à quelques diffusions de rencontres en France.

## Internet
Outre la diffusion des matches de ligue majeure sur le site officiel de la MLB, la section du site consacrée aux ligues mineures dépendantes des franchises MLB diffusent également en direct plusieurs centaines de matches de Minors. À noter que les sites officiels des franchises MLB sont tous regroupés sous la bannière MLB.com.
En Europe, le site www.stadeo.tv diffuse des rencontres en direct depuis 2007. Les séries finales du championnat de France, la phase finale du Challenge de France ainsi que les principales parties du Championnat d'Europe 2007 et de la Coupe du monde 2007 ont ainsi été diffusées en direct via internet.
Les sites d'informations sont nombreux. Les classiques ESPN, Sports Illustrated et CBS Sports, notamment, dominent ce secteur presque exclusivement anglophone.
Les statisticiens trouvent avec internet l'outil idéal pour avoir à disposition des données réactualisées en permanence. Le site officiel de la MLB possède de solides sections statistiques, mais Baseball-reference.com est le site le plus complet dans ce domaine.